# سیدآباد (چناران)
سیدآباد شهری از توابع بخش سیدآباد شهرستان چناران در استان خراسان رضوی ایران است.

## جمعیت
بر پایه سرشماری عمومی نفوس و مسکن در سال ۱۳۹۵ جمعیت این شهر ۵٬۳۱۲ نفر (۱٬۵۶۴خانوار) بوده‌است.